# A Matter of Time (Zvezdna vrata SG-1)
A Matter of Time je naslov epizode znanstveno-fantastične serije Zvezdna vrata, v kateri mora ekipa SG-1 rešiti ekipo SG-10 iz črne luknje na planetu P3X 451. Pri tem aktivirajo zvezdna vrata in se s tem izpostavijo gravitacijski sili črne luknje. Kmalu pride do eksplozije, v kateri se Daniel in Teal'c hudo poškodujeta. Potem, ko izgubijo še stik z zunanjim svetom, O'Neillu in ekipi na pomoč priskoči njegov bivši kolega, polkovnik Cromwell.